# ناعومي
ناعومي (بالإنجليزية: Caleidra)‏ هي مغنية مؤلفة بريطانية، ولدت في 29 يونيو 1996 في مانشستر في المملكة المتحدة.

## وصلات خارجية
- الموقع الرسمي
- ناعومي على موقع ميوزك برينز (الإنجليزية)